# Iso-Soukka
Iso-Soukka är en sjö i kommunen Jyväskylä i landskapet Mellersta Finland i Finland. Sjön ligger 177,3 meter över havet. Den är 5,3 meter djup. Arean är 56 hektar och strandlinjen är 4,73 kilometer lång. Sjön  ingår i Kymmene älvs huvudavrinningsområde.   Den ligger omkring 21 kilometer nordväst om Jyväskylä och omkring 250 kilometer norr om Helsingfors. 